# Gouvernorat d'Irbid
Le gouvernorat d'Irbid est un gouvernorat de la Jordanie.

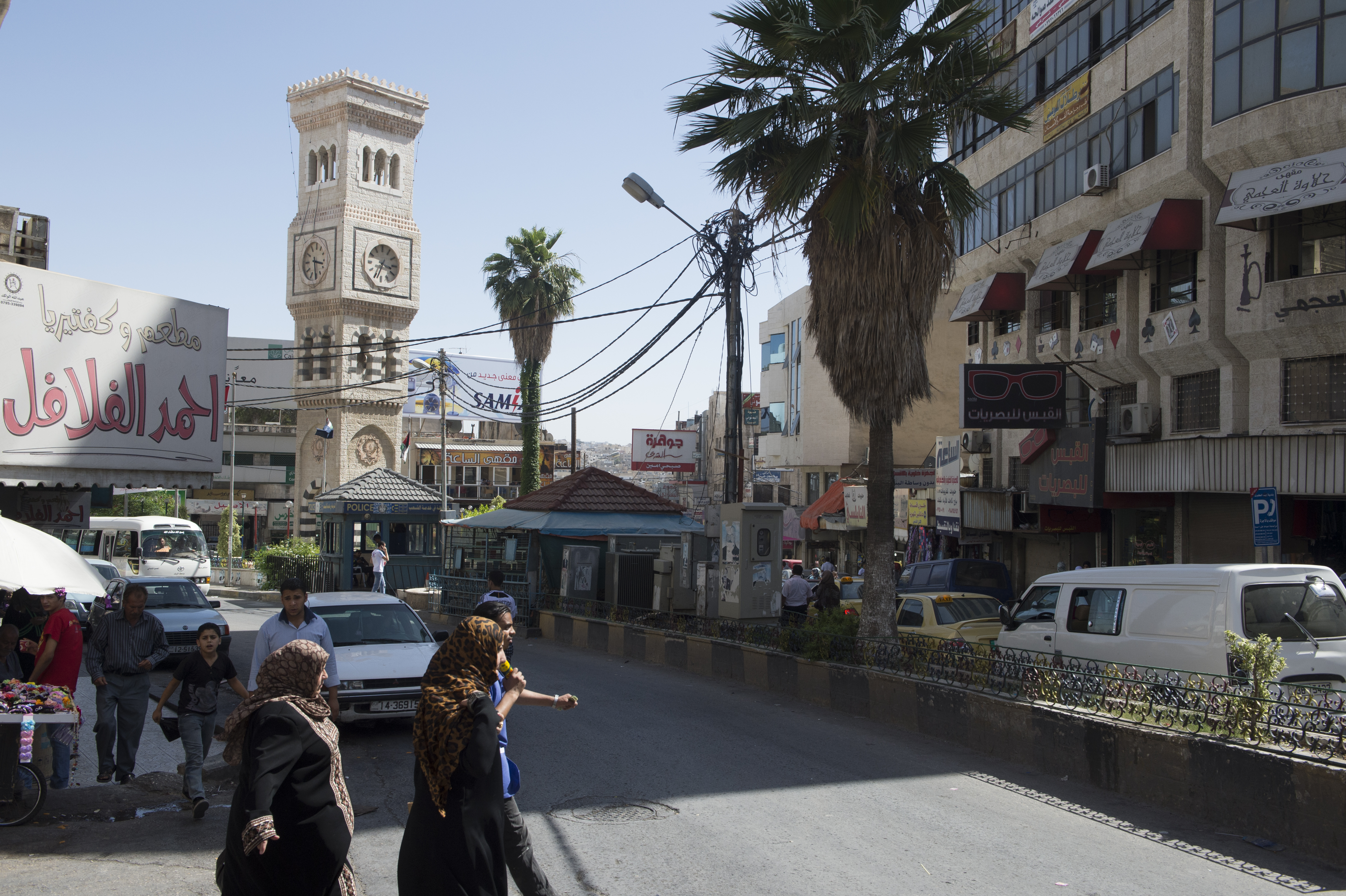
Gouvernorat d'Irbid